# Gran Teatro del Liceo
El Gran Teatro del Liceo de Barcelona, conocido como El Liceo (Gran Teatre del Liceu o El Liceu en catalán), es el teatro de ópera en activo más antiguo y prestigioso de Barcelona, situado en La Rambla.
Fundado en 1837 en otra ubicación, El Liceo abrió sus puertas en su ubicación actual el 4 de abril de 1847. El teatro fue reconstruido tras dos incendios en 1861 y 1994 y reabrió sus puertas el 20 de abril de 1862 y el 7 de octubre de 1999, respectivamente. El 7 de noviembre de 1893, en la noche de inauguración de la temporada, un anarquista arrojó dos bombas al patio de butacas y unas veinte personas murieron y muchas más resultaron heridas.
Entre 1847 y 1989, el Liceo fue el teatro de ópera más grande de Europa por capacidad, con sus 2338 localidades de entonces.
Desde 1994, el Liceo es propiedad y está gestionado por una fundación pública, cuyo Patronato está formado por miembros representantes del Ministerio de Cultura del Gobierno de España, la Generalidad de Cataluña, la Diputación Provincial de Barcelona y el Ayuntamiento de Barcelona. El teatro cuenta con su propio coro, el Coro del Gran Teatro del Liceo; orquesta sinfónica, la Orquesta Sinfónica del Gran Teatro del Liceo; y un centro de educación superior de música, el Conservatorio Superior de Música del Liceo.

## Los orígenes de la ópera en Barcelona
El 9 de noviembre de 1705, el Archiduque Carlos de Austria entró en Barcelona por la Puerta de San Antonio. Carlos, vienés de nacimiento, decide convertir Barcelona en una corte europea. Celebró la primera función de ópera para su corte, con el estreno de la ópera de Antonio Caldara Il più bel nome en el salón del edificio de la Lonja. Durante los años siguientes se cantaron varias óperas italianas de Caldara, Carlo Pollarini, Francesco Gasparini, Andreas Fiore, etc. En el mismo escenario se estrenó la Dafne de Emmanuele d'Astorga. Tras la muerte de su hermano, el 19 de marzo de 1715 abandona Barcelona camino de Viena para coronarse Emperador, con las protestas de la población barcelonesa. Su corto reinado dejó prendida en Barcelona la chispa de la ópera.

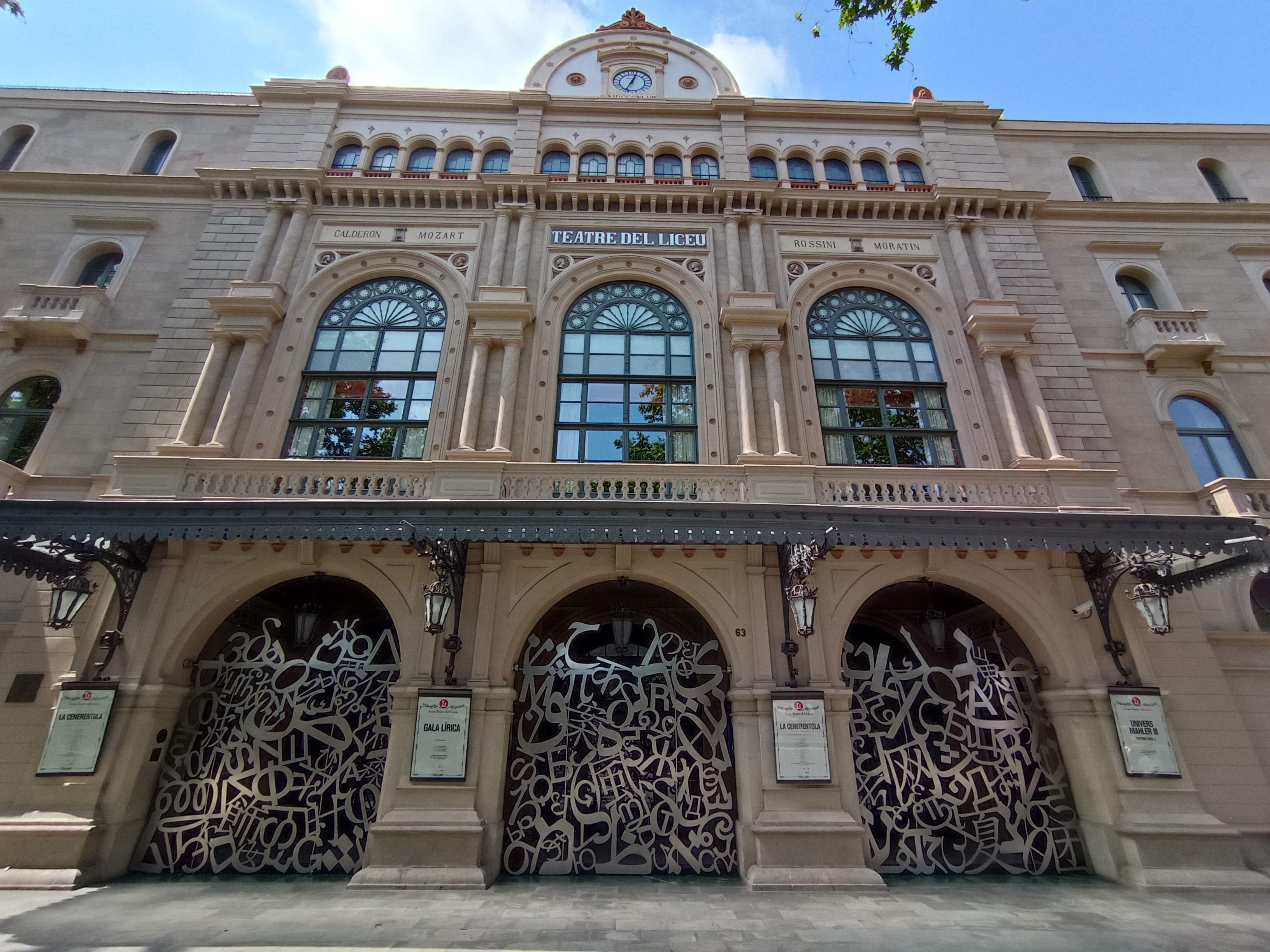
Fachada principal

El Marqués de la Mina, capitán general de Cataluña entre 1742 a 1746, se había aficionado a la ópera durante sus campañas militares en Italia. Tras pacificar la ciudad, su guarnición, formada por mercenarios extranjeros formados en Italia, tenía dificultades para la comprensión de las obras de teatro en catalán y en español, y empezaba a aburrirse peligrosamente. El Marqués de Mina decidió reproducir en Barcelona el boato de la corte madrileña, presidiendo funciones de ópera en el Teatro de la Santa Cruz de la Rambla de Santa Mónica, en la parte baja de La Rambla.
La naciente burguesía, ávida de prestigio social, encontró en la ópera un medio para mejorar su cultura y de codearse con la nobleza, sin necesidad de mendigar invitaciones a los salones privados. El público menestral también se aficionó a la ópera, y la coincidencia de los intereses de este con los de la burguesía y la nobleza, hicieron que la ópera sobreviviese en Barcelona a lo largo de los años, y superase todo tipo de dificultades.
Otro capitán general de Cataluña, el conde de Ricla, entre 1767 y 1772, también fue un entusiasta promotor de la ópera y el ballet. Sus relaciones con una bailarina, a la que también cortejaba Giacomo Casanova durante su estancia en Barcelona, supuso la destitución del capitán general.
El Ayuntamiento de Barcelona, cuando fallaba el apoyo de Ejército, continuaba incluyendo las poco rentables funciones de ópera en la programación del teatro, por una cuestión de imagen frente a la población, que adoraba la ópera italiana.
El 27 de agosto de 1787, un incendio destruyó el teatro de la Santa Cruz. En Barcelona no solo asistían a la ópera los nobles, burgueses y menestrales sino, incluso, sacerdotes, pues los barceloneses se habían apasionado por la ópera y nadie faltaba a las representaciones.
Giaccomo Casanova en sus memorias hace mención a que en Barcelona todo el mundo va a la ópera y hasta los mendigos en la calle comentan con pasión las funciones. El escritor, ensayista y viajero inglés Arthur Young también lo menciona con extrañeza cuando escribe sobre su estancia en Barcelona en julio de 1787. En el resto de Europa no era común que, incluso, las gentes de las clases más bajas de la población fuesen grandes aficionados a la ópera.
Para recaudar fondos destinados a la reconstrucción del teatro, se efectuó una suscripción pública. La suscripción tuvo un éxito limitado entre la población por lo que, una vez más fue el Ejército quien completó la suma necesaria, siendo capitán general de Cataluña, el conde del Asalto.
El siguiente problema vino cuando Carlos IV, a finales de 1799 prohibió en toda España la representación de obras teatrales que no fuesen en español, para favorecer a los actores españoles frente a las compañías de teatro francesa e italianas que copaban los teatros españoles. En Barcelona, dicha prohibición se sintió como una grave afrenta a la ópera italiana que era la pasión ciudadana.
El 3 de agosto de 1801, tras numerosas gestiones y presiones diversas, se logró que esa prohibición no se aplicase en Barcelona, teniendo el privilegio único en España, a partir de entonces, de seguir representando las óperas en italiano. La concesión del privilegia a la ciudad de Barcelona se celebró con un concierto improvisado en las puertas del teatro. Con la concesión quedó resguardada la paz ciudadana.
El Ejército Francés, tras la invasión napoleónica, también promovió las funciones de ópera, pero la ópera en francés no tuvo mucho éxito entre la población, por lo que sólo asistía la guarnición ocupante y algún afrancesado.
El capitán general de Cataluña entre 1815 y 1820 fue el general Francisco Javier Castaños que se había educado en Barcelona, donde había disfrutado largamente de la ópera. Tras el fin de la Guerra de la Independencia, el general Castaños proyectó el regreso de la ópera a Barcelona a lo grande, encargando al compositor catalán Ramón Carnicer y Batlle que fuese a Italia y reuniera una compañía con la que reanudar las funciones en el Teatro de la Santa Cruz.

## Historia del Gran Teatro del Liceo

### La Sociedad Dramática de Aficionados
En el año 1837, el 8.º Batallón de Línea de la Milicia Nacional, nacida a imagen y semejanza de las milicias revolucionarias francesas, con el patricio Manuel Gibert Sans al frente, en su calidad de comandante, debía buscar sus propios fondos para su funcionamiento. A pesar de la elevada extracción de la mayoría de sus miembros, se encontraban en un difícil momento económico. El cabo Pedro Vives defendió, en una reunión celebrada en una lujosa vivienda de la calle de Escudillers, la idea de fundar un pequeño teatro en el que celebrar conciertos, funciones dramáticas y bailes, con los cuales recaudar fondos para, entre otras cosas, pagar la renovación de los ajados uniformes. La idea fue calurosamente acogida por todos.
El batallón puso manos a la obra para construir una sala con un aforo de 600 localidades, que pronto empezaría a hacer la competencia al Teatro de la Santa Cruz, que era el teatro oficial de Barcelona.  La función inaugural de la sala, situada en el exconvento de Montesión (en la calle de Montsió, cerca de la avenida Puerta del Ángel), fue el 21 de agosto de 1837. La milicia fue disuelta el 14 de octubre de 1838, tras haberse apaciguado el país después de los disturbios y quema de conventos de la Revolución de 1835.

### El Liceo Filodramático de Montesión
Para evitar la desaparición de la sala, que empezaba a tener su público, Manuel Gibert propuso la constitución del Liceo Filodramático de Montesión. La nueva sociedad fue autorizada por el gobernador Civil de Barcelona. La finalidad de la nueva entidad era, por una parte, promover la enseñanza musical (de aquí el nombre de Liceo) y, por otra, la organización de representaciones escénicas de teatro de ópera, por parte de los alumnos.
La presencia del pujante Liceo Filodramático inclinó a los propietarios del Teatro de la Santa Cruz a cambiar su nombre por el de Teatro Principal. En 1838, la entidad cambió el nombre por el de Liceo Filarmónico Dramático de S.M. la Reina Isabel II. Los partidarios de una u otra sala, se les conocía como Cruzados y Liceístas, acogiendo los primeros a colectivos carlistas y más tradicionales, mientras que eran Liceítas los colectivos liberales y moderados. En ambos casos, se trataba de grupos sociales transversales en los que participaba gente de todas las clases sociales, como era tradición en la ópera en Barcelona.
La falta de espacio y las presiones de las monjas dominicas, antiguas propietarias del convento, que habían recuperado unos derechos que habían perdido, y reclamaban volver, motivaron que el Liceo Filarmónico Dramático de S.M. la Reina Isabel II abandonara el Convento de Montesión en 1848.
A cambio, le fue concedida la compra del edificio del Convento de los Trinitarios, situado en el centro de la Rambla de Barcelona. Inmediatamente se iniciaron los trabajos de demolición de este convento para edificar un nuevo edificio capaz de acoger todas las actividades del Liceo.

### El primer edificio del Gran Teatro del Liceo

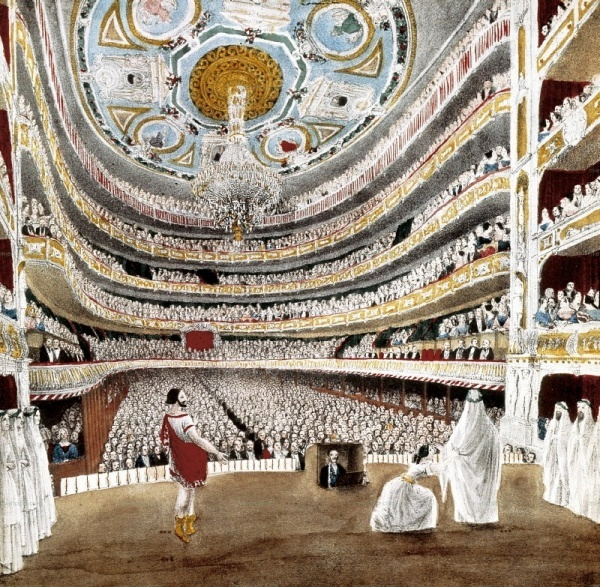
Grabado del del primer edificio del Liceo

A diferencia de otras ciudades europeas, donde la monarquía se hacía cargo de la construcción y mantenimiento de los teatros de ópera, en Barcelona la construcción del Gran Teatro del Liceo se tuvo que hacer mediante las aportaciones de accionistas particulares, según una estructura similar a una sociedad mercantil. Este hecho condicionó hasta la estructura del nuevo edificio, falto, por ejemplo de palco real.
Dada la gran afición que había en Barcelona, el teatro que se construyó era el de mayor aforo de Europa, y lo fue durante más de un siglo. Aún hoy, con la reducción del aforo a la mitad del inicial, pero con la comodidad de tener todas las plazas sentadas, el Liceo es el teatro de ópera con mayor aforo de toda Europa, excepto aquellos más recientes como la Ópera de la Bastilla (2.703 butacas).
La Sociedad del Gran Teatro del Liceo tiene el origen en el año 1837, pero no fue hasta el año 1844 cuando Joaquim Gispert, socio impulsor de la sociedad Liceo Filarmónico de Montesión, compró el antiguo convento de los trinitarios descalzos de la Rambla para construir un nuevo teatro.
La primera autoría arquitectónica mantiene algunas incógnitas, pero se sabe que intervinieron Joaquim Gispert, su hijo Frederic, que era ingeniero, el maestro de obras Francesc Batlle, Francesc d'Assís Soler, etc. pero fue Miquel Garriga i Roca el arquitecto encargado de la construcción del Liceo. En la decoración interior intervino el escenógrafo francés Charles-Antoine Cambon. Las obras se iniciaron el 11 de abril de 1845, y el Teatro se inauguró el 4 de abril de 1847.
La historia arquitectónica y social del edificio es convulsa y variada, como reflejo de las circunstancias y variaciones de la sociedad de cada momento.
El edificio fue destruido en gran parte por el incendio del año 1861, salvándose, como en el siguiente incendio, la entrada y el salón de los espejos, conocido entonces como El Vergel que, junto con la entrada desde la Rambla, es lo único que queda del primitivo teatro.

### El segundo Gran Teatro del Liceo

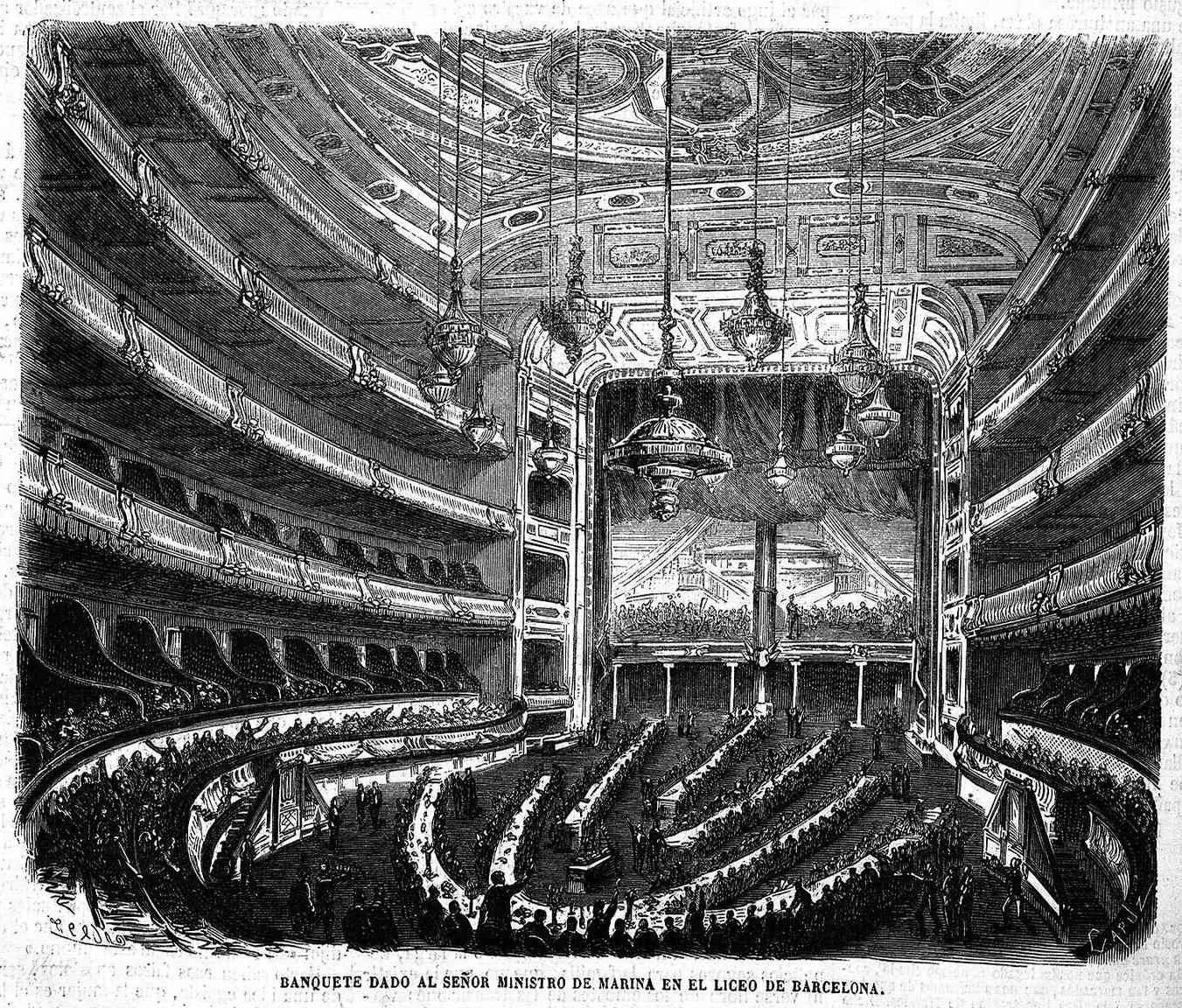
Gran Teatro del Liceo hacia 1869, en El Museo Universal.

Tras el incendio de 1861, los gestores del Liceo Filarmónico Dramático de S.M. la Reina Isabel II encargaron a Joaquín de Gispert y de Anglí un proyecto que hiciera viable la construcción del nuevo edificio. Este proyecto preveía la creación de dos entidades: la Sociedad de Construcción y la Sociedad Auxiliar de Construcción. Los accionistas de la primera obtenían, a cambio de sus aportaciones económicas, el derecho de uso a perpetuidad de algunos palcos y butacas del futuro teatro. En cambio, los de la segunda aportaban el resto de dinero necesario a cambio de la propiedad de otros espacios del edificio. La Sociedad Auxiliar de la Construcción sería el origen del Círculo del Liceo. El teatro fue reconstruido en solo un año bajo la dirección de Josep Oriol Mestres.
Hasta el año 1980 el edificio y las actividades que tenían lugar en el mismo fueron mantenidos totalmente por la Sociedad del Gran Teatro del Liceo. En este año se construyó el Consorcio del Gran Teatro del Liceo, en el que actualmente participan la Generalidad de Cataluña, el Ayuntamiento de Barcelona, la Sociedad del Gran Teatro del Liceo, la Diputación de Barcelona y el Ministerio de Cultura.

### El Ballet Titular del Gran Teatro del Liceo (1966-1988)
El coreógrafo Joan Magrinyà luchó para que los bailarines del Liceo adquirieran el estatus de compañía independiente, como en el caso de los grandes teatros de ópera europeos. Y lo consiguió. En 1966 nació el Ballet Titular del Gran Teatro del Liceo, que actuó tanto en el teatro en la programación de primavera como en el extranjero. En 1977 Magrinyà se jubiló y le sucedió su colaboradora Assumpta Aguadé.

### El actual edificio del Liceo

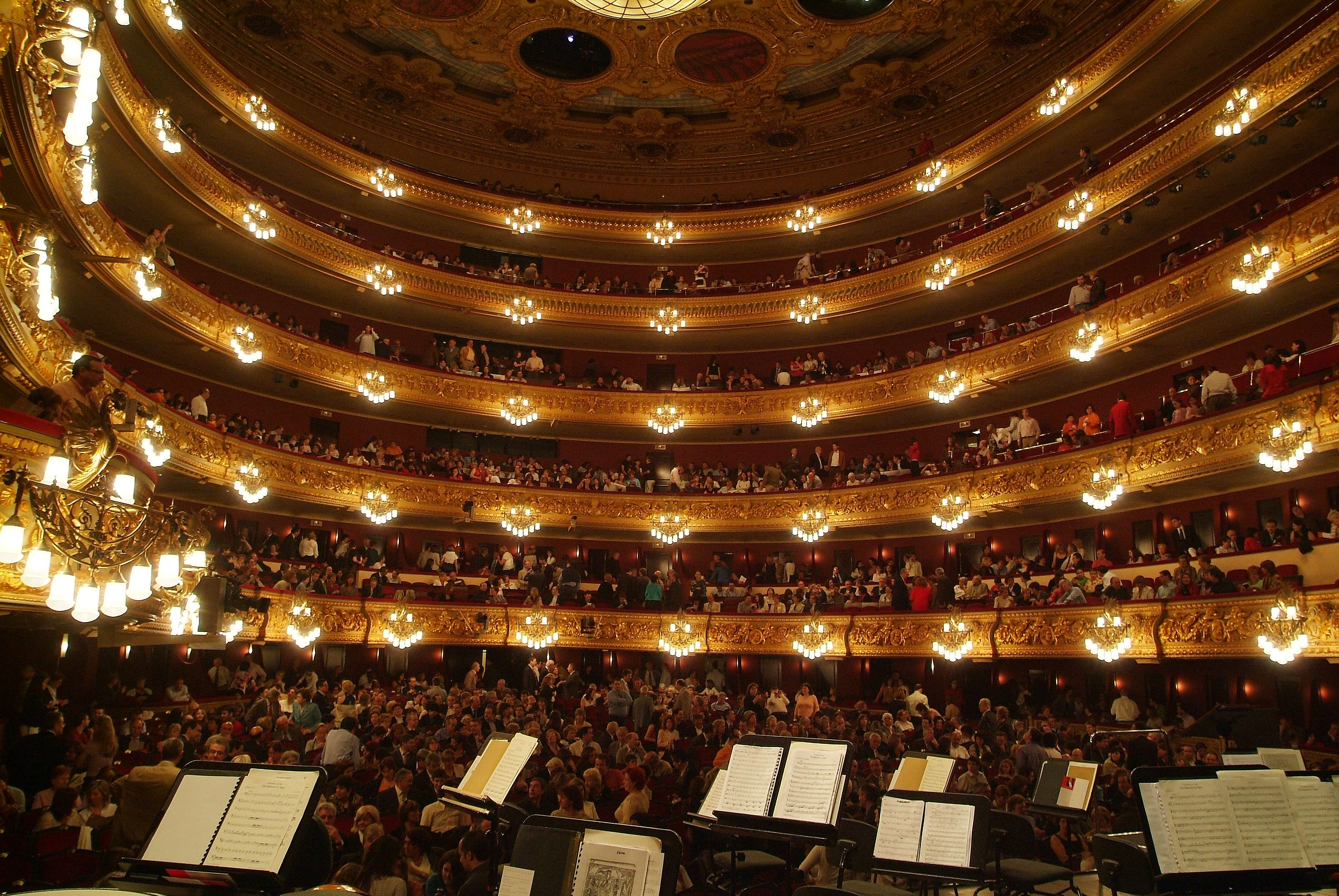
Interior del Gran Teatro del Liceo.

Actualmente, tras la reordenación jurídica que se acordó en 1994 para poder afrontar su rehabilitación, el Liceu es un teatro de titularidad pública, propiedad de las cuatro principales administraciones presentes en Barcelona: la Generalidad de Cataluña, el Ayuntamiento de Barcelona, la Diputación de Barcelona y el Ministerio de Cultura de España.
La administración es gestionada por la Fundación del Gran Teatre del Liceu, que ha contado con la incorporación, además de las citadas instituciones, del Consejo de Mecenazgo y la antigua Sociedad del Gran Teatro del Liceo.
Debe resaltarse que en el mismo edificio convive junto al teatro, el Conservatorio Superior de Música del Liceo y el Círculo del Liceo, una sociedad civil privada independiente creada en el año 1847, propietaria de un sector del edificio que no ha sido afectado por ninguno de los incendios y que conserva su decoración modernista como ejemplo de la implicación de la burguesía catalana en las actividades culturales.
Tras el incendio de 1994, el teatro fue reconstruido, siguiendo el proyecto y la dirección de los arquitectos Ignasi de Solà Morales, Xavier Fabré y Lluís Dilmé, y se volvió a inaugurar en el año 1999. La reconstrucción respetó el ambiente de la sala y amplió considerablemente el escenario para adaptarlo a las más modernas especificaciones, para lo que hubo que demoler diversas casas que rodeaban el teatro.

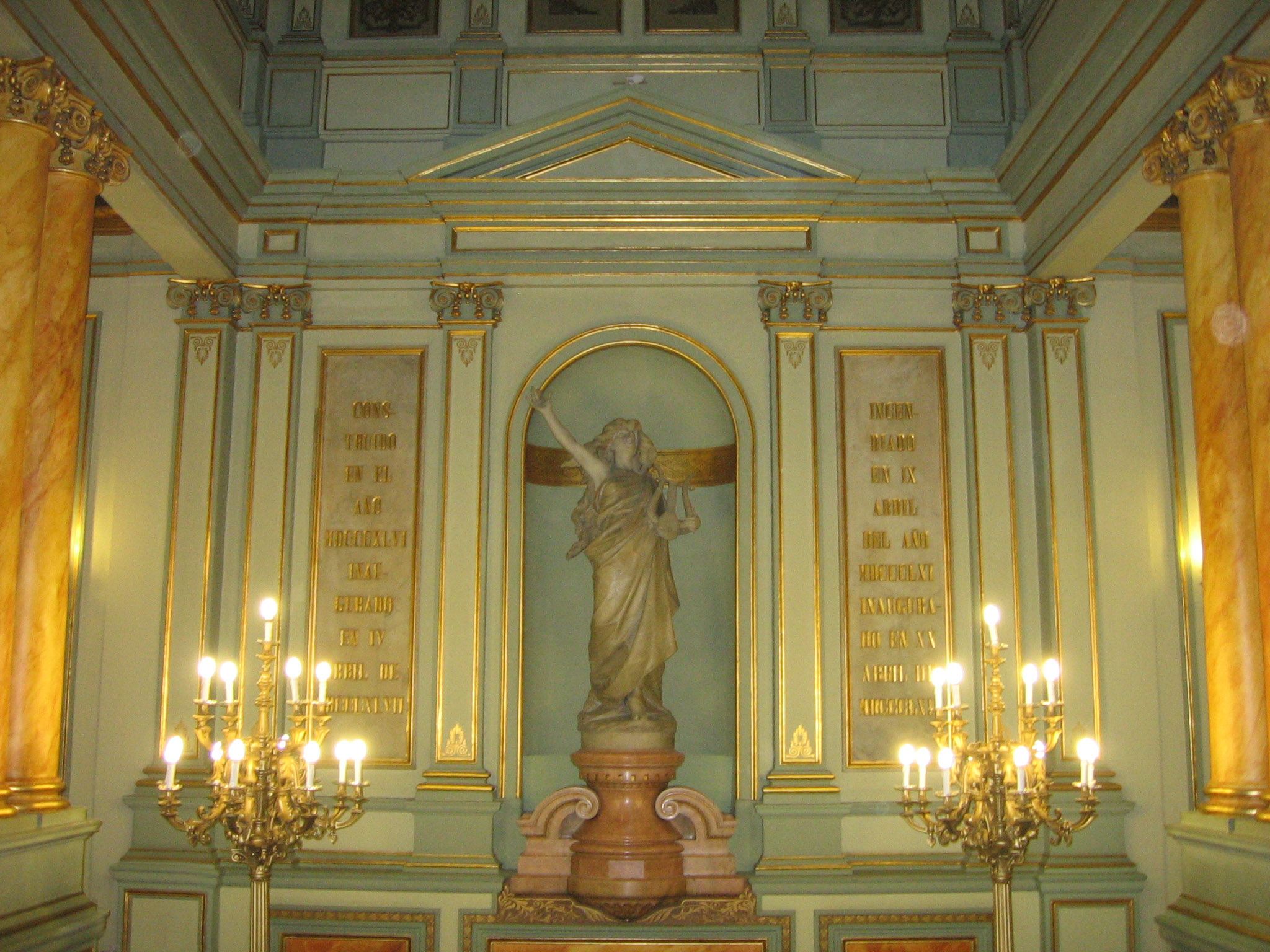
Vestíbulo del Liceo.

Desde el punto de vista arquitectónico cabe destacar el vestíbulo, la escalinata, el salón de los espejos (El Vergel)y la reconstrucción de la sala con el mismo estilo decorativo, mientras que desde el punto de vista urbanístico el edificio se puede considerar uno de los hitos arquitectónicos más relevantes de la Rambla de Barcelona.
El Liceo tiene doce niveles, tres fachadas y una medianera, y dispone de una cubierta plana en el extremo triangular de las Ramblas con la calle de San Pablo y otras cubiertas planas a diferentes niveles en el resto del nuevo edificio.
Se deben evaluar las tres fachadas, entendidas como elemento principal que define el espacio público y urbano, como el diálogo y el ejercicio de una evolución culta y trabajada y donde se han utilizado unos materiales y una relación de lleno/vacío que confieren una enorme actualidad al debate que supone trabajar con el pasado y sus preexistencias. Una vez más se ha hecho realidad la posibilidad de establecer un diálogo y no una confrontación mimética entre el pasado y el presente.
El monumento debe considerarse como una unidad artística a pesar de las diversas fases y épocas de construcción y reconstrucción a las que ha estado sometido desde el año 1844 y hasta el año 1999.
Es importante saber que estamos ante un caso singular, porque se debe tener presente hasta qué punto toda la ampliación que ha sufrido el edificio ha pasado a tener la condición de indisociable respecto a todos aquellos fragmentos originales del siglo XIX que no sufrieron las consecuencias de los distintos incendios. Por lo tanto, se ha establecido el criterio y el concepto de unidad en todo el edificio y en toda la arquitectura que responde, sirve y acoge toda la funcionalidad del Gran Teatro del Liceo.
La nueva arquitectura, los nuevos espacios, responden a un funcionamiento que como primera finalidad tiene el óptimo desarrollo de todos los actos que se realizan en el Gran Teatro del Liceo de Barcelona. En 1972 el gran Lauri Volpi canto Nessun Dorma a los 79 años.

## Compañía
El teatro está gestionado por un director general o intendente (empresari o administrador). Desde 1980 también hay un director artístico (director artistic).

### Directores generales
- Albert Bernis (1901–1911)
- Francesc Casanovas (1911–1913)
- Alfredo Volpini (1913–1914)
- Joan Mestres i Calvet (1915–1947)
- Josep F. Arquer (hasta 1959) y Joan Antoni Pàmias (1947–1980)
- Lluís Portabella (1981–1986)
- Josep M. Busquets (1986–1992)
- Jordi Maluquer (1992–1993)
- Josep Caminal (1993–2005)
- Rosa Cullell (2005–2008)
- Joan Francesc Marco (2008–2013)
- Roger Guasch (2013–2018)
- Valentí Oviedo (2018–presente)

### Directores artísticos
- Napoleone Annovazzi (1947–1952)
- Lluís Andreu (1981–1990)
- Albin Hänseroth (1990–1996)
- Joan Matabosch (1996–2014)
- Christina Scheppelmann (2014–2019)
- Víctor García de Gomar (2019–presente)

### Orquesta y directores
El teatro cuenta con su propia orquesta desde su fundación en 1847, la Orquestra Simfònica del Gran Teatre del Liceu. Es la orquesta en activo más antigua de España. Su primer director fue Marià Obiols.

#### Directores musicales y directores principales
- Ernest Xancó (1959–1961)
- Eugenio Marco (1981–1984)
- Uwe Mund (1987–1994)
- Bertrand de Billy (1999–2004)
- Sebastian Weigle (2004–2008)
- Michael Boder (2008–2012)
- Josep Pons (2012–presente)

### Directores del coro
El coro se consolidó durante la década de 1960 con su director Riccardo Bottino (1960-1982). A partir de 1982 los directores del coro fueron Romano Gandolfi (1982-1993), Vittorio Sicuri (1982-1990) y Andrés Máspero (desde 1990). El actual director del coro es William Spaulding.

## Incidentes en el teatro

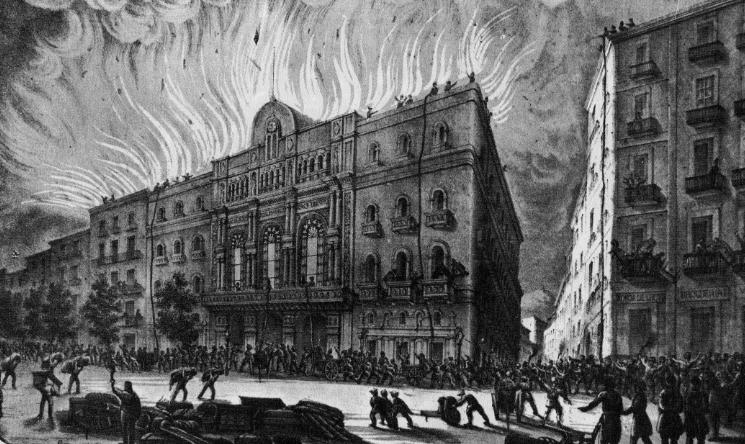
Grabado del incendio de 1861 en el Liceo

Durante los primeros treinta años de vida del teatro, la rivalidad con el vecino Teatro Principal —el teatro más antiguo de la ciudad y, hasta el momento, el teatro de ópera más importante— fue motivo de incidentes diversos (peleas entre aficionados, "contraprogramación" de óperas, carreras por estrenar uno antes que el otro...). Una popular obra de teatro de Frederic Soler, "Liceístas y cruzados" retrata esta competencia.
En 1893, el anarquista Santiago Salvador tiró una bomba en la platea del Liceo que causó 20 muertos.
Otro incidente histórico afectó al teatro a comienzos de la guerra civil española cuando, en 1936, el Liceu fue expropiado, nacionalizado y convertido en Teatro del Pueblo Catalán. En 1939, a principios de la dictadura franquista, volvió a los antiguos propietarios en el mismo régimen de siempre.
El Liceo ha sufrido dos incendios que lo han destruido totalmente. El primero el 14 de abril de 1861, que destruyó totalmente la sala y el escenario, y que obligó a tener cerrado el teatro, por las tareas de reconstrucción, durante un año y seis días.

### El incendio de 1994
Entre las 10:30 y 10:45 de la mañana del 31 de enero de 1994, mientras dos operarios trabajaban en la reparación del telón de acero que, en caso de incendio, tenía que impedir que el fuego pasara del escenario a la sala, las chispas de su soplete prendieron en los pliegues del cortinaje fijo de tres cuerpos que escondía la parte alta del escenario. Algunos trozos encendidos de ropa cayeron al suelo, y aunque los trabajadores se apresuraron en apagarlos y se bajó el telón de acero, todo fue inútil: las llamas ya habían saltado al telón de terciopelo y subían hasta el telar y el techo.
El fuego era ya incontrolable cuando los bomberos llegaron minutos después de las once. Puede que un poco tarde porque, según parece, los trabajadores habían tratado de apagar el fuego con los medios a su alcance en vez de llamar inmediatamente a los servicios de extinción.
El incendio causó una gran conmoción en la sociedad catalana y en el mundo de la ópera en general. Gracias al apoyo de las instituciones, al patrocinio de empresas y a las donaciones particulares, fue reconstruido en un tiempo récord, pudiendo de nuevo abrir sus puertas en 1999. Durante las obras se respetó su decoración y estilo originales, responsables de su apreciada sonoridad, y se introdujeron importantes mejoras tecnológicas que lo han convertido en uno de los teatros más modernos del mundo.

## Círculo del Liceo

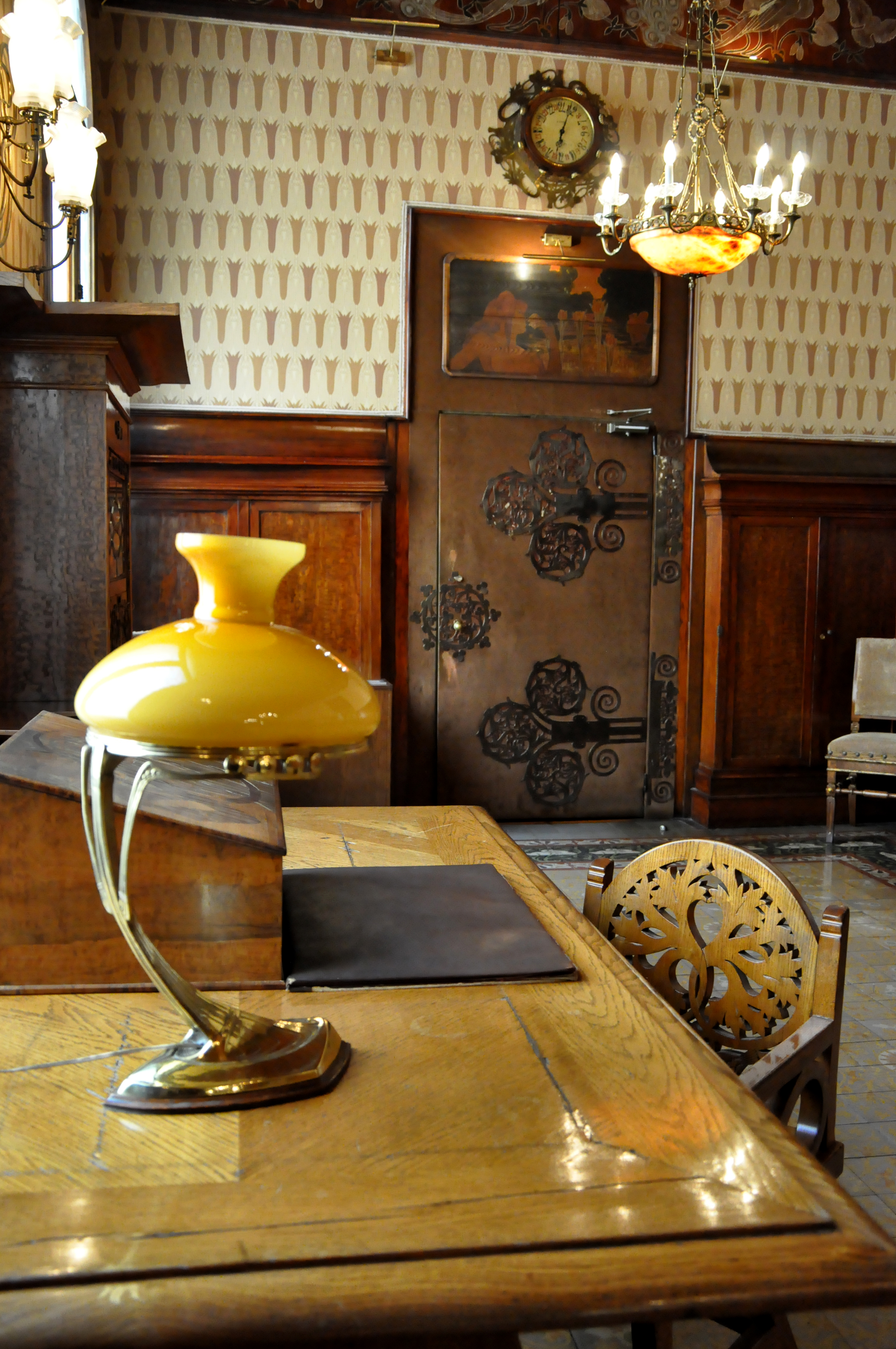
Detalle de la sala Alexandre de Riquer del Círculo.

Pocos meses después de la fundación del Liceo, el 20 de noviembre de 1847, se creó el Círculo del Liceo, según la fecha de inscripción de los 125 fundadores que consta en el primer libro de registro de socios. El primer artículo de los estatutos dice:

El Círculo del Liceo es una asociación que tiene por objeto proporcionar a sus individuos los recreos y entretenimientos de la buena sociedad y es ajena a todo acto que tenga tendencia política.

El Círculo del Liceo es un exclusivo club privado, de modelo inglés, del cual sólo podían ser socios los hombres o sus viudas. Con la reciente inauguración después del incendio del 1994, se originó una fuerte polémica por la prohibición que seguía vigente de negar a cualquier mujer ser socio del club: 8 mujeres que habían hecho la solicitud fueron rechazadas (incluida Montserrat Caballé). Los estatutos fueron cambiados y en 2001 dos empresarias catalanas, Adela Subirana y Magda Ferrer-Dalmau, formalizaban su inscripción, convirtiéndose en las primeras mujeres en formar parte del Círculo del Liceo.
Actualmente, el Círculo cuenta con 1100 socios. Después del incendio del Liceu el 31 de enero de 1994, el club cerró casi un año, pero posteriormente mantuvieron abiertos sus salones y el restaurante. Se aprovechó este periodo para restaurar sus dependencias. Como club recreativo, acoge a lo más granado de la sociedad catalana siendo el primer club social de la ciudad. El Círculo del Liceo ha abierto sus salas al público catalán en contadas ocasiones. No obstante, en las visitas guiadas del Teatro de las 10 horas de la mañana, también se visita los salones del Círculo del Liceo y la sala de los cuadros de Casas.

### Patrimonio artístico

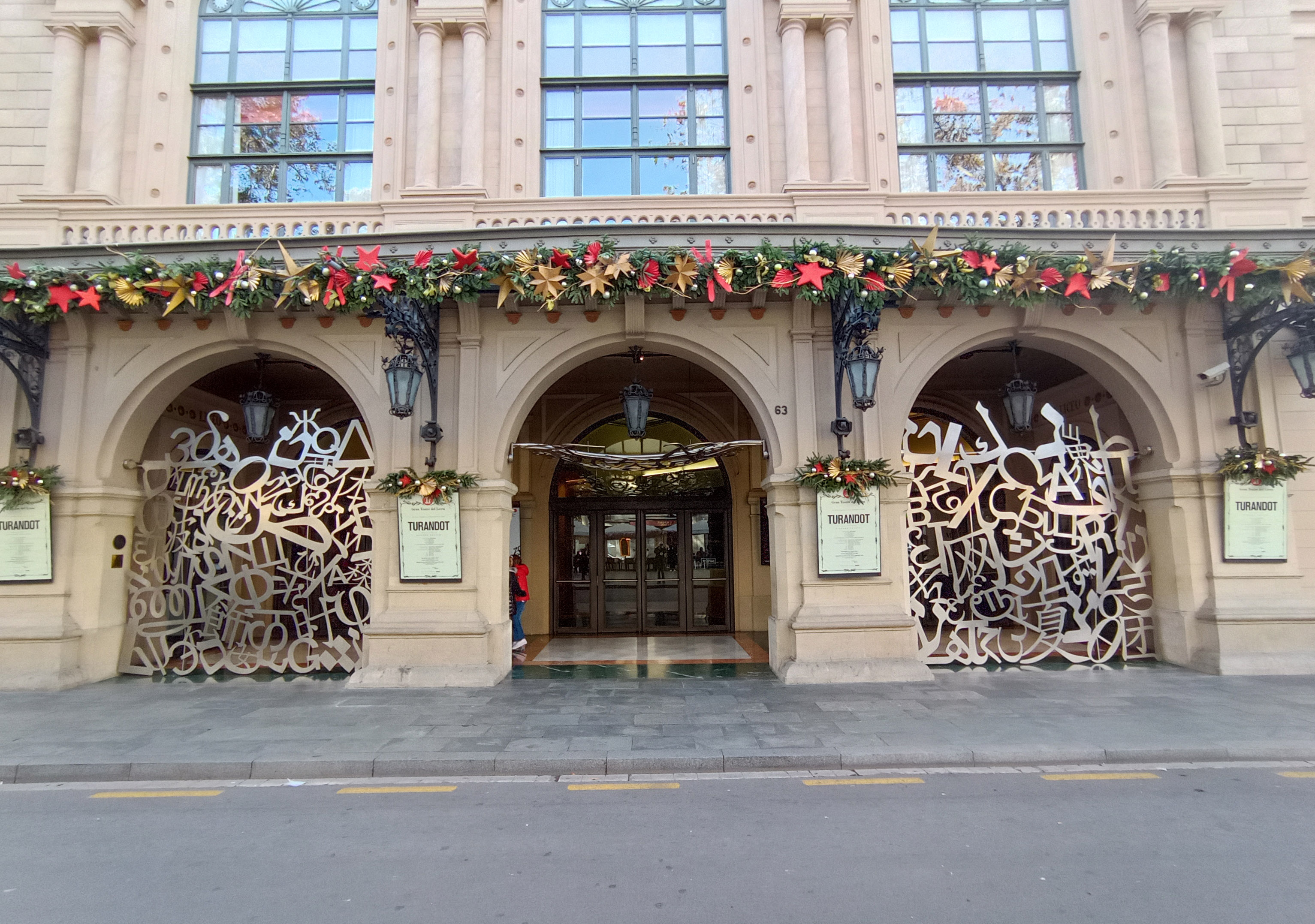
Constelaciones, Jaume Plensa (2022)

La propia historia del Círculo ha permitido que la entidad tenga un fabuloso patrimonio artístico.
La obra más famosa del Círculo del Liceo es el conjunto mural, de doce óleos sobre tela, encargados a Ramón Casas e instalados en la famosa Rotonda del Círculo. Cada uno de los doce plafones, la obra más ambiciosa de Casas, según sus estudiosos, se inspiran en un tema musical.
El Círculo dispone de una biblioteca más que notable. En la mayoría de sus dependencias se puede disfrutar de decoración modernista. Hay cuatro ventanales en el vestíbulo inferior que son un testimonio directo de la fuerte influencia wagneriana en la cultura catalana de principios del siglo XX. Pero además del mobiliario y del interiorismo, el Círculo es una muestra viva y espléndida de esculturas y del arte de la marquetería y dispone de una galería de esmaltes, grabados, aguafuertes y óleos de los mejores artistas catalanes de la época, como Alexandre de Riquer, Santiago Rusiñol, Modesto Urgell y Francesc Miralles, Xosé Manuel García Grañas, entre otros.
En 2022 se instaló en las puertas del teatro la obra Constelaciones, de Jaume Plensa. Se trata de tres puertas de acero inoxidable elaboradas con letras de nueve alfabetos distintos, situadas en cada una de las tres arcadas de acceso al teatro.